# 凶獣
凶獣（きょうじゅう）は、石原慎太郎によって著された書籍。

## 概要
2017年9月21日に幻冬舎から出版。2001年に起きた附属池田小事件を扱ったノンフィクションの書籍。
石原は事件の悲惨さに戦慄して、人間が存在する意味の深遠に少しでも触れたいことから執筆した。犯人の実像に迫ろうと弁護士や臨床心理士らに取材して、裁判の記録を基としてノンフィクションとして執筆した。犯人の非行の軌跡はどう見ても異様であった。5歳の時の非行に始まり、以降は様々な出来事を起こしては周囲の耳目を集めている。人間という存在の深遠を追及した戦慄の記録となっている。
作品は9つの章に分けられており、このうちの2つの章は事実関係を基にした石原による創作。もう7章は弁護士や臨床心理士へのインタビュー、ジャーナリストへの聞き取り、裁判記録、石原本人による考察などを編集。
石原はこの作品は全体を小説にすることは考えず、作家としても想像を絶する事件で、理解できるようなものではなかったと述べる。取材を進めても分かり得ず、犯人の存在の意味合い、その本質に達することはできず、これまでに扱ってきた事件とは異質であったと述べる。亡くなった子供たちへの供養のためにも記録として残した。
『凶獣』は石原が85歳の時に出版された。この時点の石原は人間の最後の未知である死についてばかり考えているため、このような作品を書くことにしていた。